# Лінійний мат

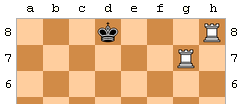
Ілюстрація принципу лінійного мату

Лінійний мат, в шахах — мат важкими фігурами, зазвичай двома турами (рідше турою і ферзем, двома ферзями). Тури розташовуються на сусідніх вертикалях (або горизонталях; при класичній реалізації — одночасно на сусідніх вертикалях і горизонталях), відтісняючи короля суперника до краю дошки. При наближенні короля суперника до тури — тури переходять на інший край дошки і продовжують діяти за аналогічною схемою.

## Приклад
|   | a                                                                | b                                                                | c                                                                | d                                                                | e                                                                | f                                                                | g                                                                | h                                                                |   |
| 8 | a5 чорний король · h4 біла тура · g3 біла тура · e1 білий король | a5 чорний король · h4 біла тура · g3 біла тура · e1 білий король | a5 чорний король · h4 біла тура · g3 біла тура · e1 білий король | a5 чорний король · h4 біла тура · g3 біла тура · e1 білий король | a5 чорний король · h4 біла тура · g3 біла тура · e1 білий король | a5 чорний король · h4 біла тура · g3 біла тура · e1 білий король | a5 чорний король · h4 біла тура · g3 біла тура · e1 білий король | a5 чорний король · h4 біла тура · g3 біла тура · e1 білий король | 8 |
| 7 | a5 чорний король · h4 біла тура · g3 біла тура · e1 білий король | a5 чорний король · h4 біла тура · g3 біла тура · e1 білий король | a5 чорний король · h4 біла тура · g3 біла тура · e1 білий король | a5 чорний король · h4 біла тура · g3 біла тура · e1 білий король | a5 чорний король · h4 біла тура · g3 біла тура · e1 білий король | a5 чорний король · h4 біла тура · g3 біла тура · e1 білий король | a5 чорний король · h4 біла тура · g3 біла тура · e1 білий король | a5 чорний король · h4 біла тура · g3 біла тура · e1 білий король | 7 |
| 6 | a5 чорний король · h4 біла тура · g3 біла тура · e1 білий король | a5 чорний король · h4 біла тура · g3 біла тура · e1 білий король | a5 чорний король · h4 біла тура · g3 біла тура · e1 білий король | a5 чорний король · h4 біла тура · g3 біла тура · e1 білий король | a5 чорний король · h4 біла тура · g3 біла тура · e1 білий король | a5 чорний король · h4 біла тура · g3 біла тура · e1 білий король | a5 чорний король · h4 біла тура · g3 біла тура · e1 білий король | a5 чорний король · h4 біла тура · g3 біла тура · e1 білий король | 6 |
| 5 | a5 чорний король · h4 біла тура · g3 біла тура · e1 білий король | a5 чорний король · h4 біла тура · g3 біла тура · e1 білий король | a5 чорний король · h4 біла тура · g3 біла тура · e1 білий король | a5 чорний король · h4 біла тура · g3 біла тура · e1 білий король | a5 чорний король · h4 біла тура · g3 біла тура · e1 білий король | a5 чорний король · h4 біла тура · g3 біла тура · e1 білий король | a5 чорний король · h4 біла тура · g3 біла тура · e1 білий король | a5 чорний король · h4 біла тура · g3 біла тура · e1 білий король | 5 |
| 4 | a5 чорний король · h4 біла тура · g3 біла тура · e1 білий король | a5 чорний король · h4 біла тура · g3 біла тура · e1 білий король | a5 чорний король · h4 біла тура · g3 біла тура · e1 білий король | a5 чорний король · h4 біла тура · g3 біла тура · e1 білий король | a5 чорний король · h4 біла тура · g3 біла тура · e1 білий король | a5 чорний король · h4 біла тура · g3 біла тура · e1 білий король | a5 чорний король · h4 біла тура · g3 біла тура · e1 білий король | a5 чорний король · h4 біла тура · g3 біла тура · e1 білий король | 4 |
| 3 | a5 чорний король · h4 біла тура · g3 біла тура · e1 білий король | a5 чорний король · h4 біла тура · g3 біла тура · e1 білий король | a5 чорний король · h4 біла тура · g3 біла тура · e1 білий король | a5 чорний король · h4 біла тура · g3 біла тура · e1 білий король | a5 чорний король · h4 біла тура · g3 біла тура · e1 білий король | a5 чорний король · h4 біла тура · g3 біла тура · e1 білий король | a5 чорний король · h4 біла тура · g3 біла тура · e1 білий король | a5 чорний король · h4 біла тура · g3 біла тура · e1 білий король | 3 |
| 2 | a5 чорний король · h4 біла тура · g3 біла тура · e1 білий король | a5 чорний король · h4 біла тура · g3 біла тура · e1 білий король | a5 чорний король · h4 біла тура · g3 біла тура · e1 білий король | a5 чорний король · h4 біла тура · g3 біла тура · e1 білий король | a5 чорний король · h4 біла тура · g3 біла тура · e1 білий король | a5 чорний король · h4 біла тура · g3 біла тура · e1 білий король | a5 чорний король · h4 біла тура · g3 біла тура · e1 білий король | a5 чорний король · h4 біла тура · g3 біла тура · e1 білий король | 2 |
| 1 | a5 чорний король · h4 біла тура · g3 біла тура · e1 білий король | a5 чорний король · h4 біла тура · g3 біла тура · e1 білий король | a5 чорний король · h4 біла тура · g3 біла тура · e1 білий король | a5 чорний король · h4 біла тура · g3 біла тура · e1 білий король | a5 чорний король · h4 біла тура · g3 біла тура · e1 білий король | a5 чорний король · h4 біла тура · g3 біла тура · e1 білий король | a5 чорний король · h4 біла тура · g3 біла тура · e1 білий король | a5 чорний король · h4 біла тура · g3 біла тура · e1 білий король | 1 |
|   | a                                                                | b                                                                | c                                                                | d                                                                | e                                                                | f                                                                | g                                                                | h                                                                |   |

У позиції на діаграмі білі ставлять мат за 2 ходи так: 
1.Лb3 Крa6 
2.Лa4× 
Аналогічним способом ставлять мат ферзь і тура або два ферзі.